# Antiochtha
Antiochtha é um gênero de traça pertencente à família Agonoxenidae.